# Kulinovci
Kulinovci (en serbe cyrillique : Кулиновци) est un village de Serbie situé sur le territoire de la Ville de Čačak, district de Moravica. Au recensement de 2011, il comptait 325 habitants.
Kulinovci se trouve à 3 km au sud de Čačak.

## Démographie
| 1948 | 1953 | 1961 | 1971 | 1981 | 1991 | 2002 | 2011 |
| ---- | ---- | ---- | ---- | ---- | ---- | ---- | ---- |
| 112  | 110  | 153  | 252  | 341  | 399  | 413  | 325  |

|  |